# Dick Butkus
Richard Marvin Butkus (Chicago, 9 dicembre 1942 – Malibù, 5 ottobre 2023) è stato un giocatore di football americano statunitense che ha giocato nel ruolo di linebacker per tutta la carriera con i Chicago Bears della National Football League (NFL). È stato inserito nella Pro Football Hall of Fame nel 1979.

## Biografia
Dopo avere giocato a football al college all'Università dell'Illinois, Butkus fu scelto nel primo giro del Draft sia dai Denver Broncos della American Football League che dalla squadra della sua città natale, i Chicago Bears della NFL. Optò per firmare coi Bears e non giocò come professionista per nessun'altra squadra. Assieme ai compagno Hall of Famer Gale Sayers, Butkus fu una delle prime tre scelte dei Bears nel Draft NFL 1965, avendo utilizzato la scelta ottenuta in un precedente scambio con i Pittsburgh Steelers per Butkus e la loro per Sayers. La squadra scelse anche il defensive end Steve DeLong, che però decise di firmare con i San Diego Chargers della AFL.
Butkus fu convocato per otto Pro Bowl e inserito nella formazione ideale della stagione All-Pro altrettante. Nella sua stagione da rookie guidò i Bears in tackle, intercetti, fumble forzati e recuperati, cosa che fece regolarmente per il resto della carriera. Butkus recuperò 27 fumble in carriera, un record NFL al momento del ritiro. Fu uno dei più temuti giocatori della sua epoca e apparve persino sulla copertina di Sports Illustrated nel 1970 col titolo "L'uomo più temuto del football". Una delle sue stagioni più prolifiche fu quella del 1970 in cui mise a segno 132 tackle, 3 intercetti e 2 fumble recuperati. Fu costretto al ritiro dopo molteplici infortuni alle ginocchia nel 1973.
Una delle principali abilità di Butkus fu quella di strappare il pallone dalle mani del portatore di palla. Anche se all'epoca non era tenuta una statistica in modo ufficiale, sarebbe uno dei leader di tutti i tempi in fumble forzati. Malgrado la presenza di Butkus e di Sayers, in quegli anni i Bears non ottennero mai risultati di rilievo, terminando con un record parziale di 48 vittorie, 74 sconfitte e 4 pareggi durante la sua carriera.
Nel 1975, Butkus intentò una causa contro i Bears, accusandoli di averlo costretto a giocare invece di consentirgli di sottoporsi ad un intervento chirurgico, cosa che avrebbe provocato i ripetuti infortuni. L'accusa consisteva nel fatto che la società avrebbe impedito a lui e ad altri giocatori di chiedere un secondo parere medico, oltre a quello del medico della squadra, e che avrebbe fatto largo uso di antidolorifici. Per tale motivo, la relazione di Butkus col proprietario dei Bears George Halas divenne gelida. Fece ritorno alla squadra come commentatore tecnico alla radio nel 1985, assieme a Wayne Larrivee e all'ex quarterback dei St. Louis Cardinals Jim Hart.
Dopo aver terminato la sua carriera agonistica, Dick Butkus iniziò una carriera da attore, partecipando a numerosi film e serie televisive.

## Palmarès
- Convocazioni al Pro Bowl: 8

1965, 1966, 1967, 1968, 1969, 1970, 1971, 1972
- First-team All-Pro: 6

1965, 1967, 1968, 1969, 1970, 1972
- Second-team All-Pro: 2

1966, 1971
- Formazione ideale del 75º anniversario della National Football League
- Formazione ideale del 100º anniversario della National Football League
- Formazione ideale della NFL degli anni 1960
- Formazione ideale della NFL degli anni 1970
- Numero 51 ritirato dai Chicago Bears
- Pro Football Hall of Fame (classe del 1979)
- College Football Hall of Fame (classe del 1978)
- Classificato al numero 10 tra i migliori cento giocatori di tutti i tempi da NFL.com

## Filmografia parziale

### Cinema
- Cipolla Colt, regia di Enzo G. Castellari (1975)
- Codice 3: emergenza assoluta (Mother, Jugs & Speed), regia di Peter Yates (1976)
- Qua la mano picchiatello!.. (1983)
- Pericolosamente Johnny (1984)
- I figli del fuoco (1990)
- Campioni di guai (1991)
- Ogni maledetta domenica (1999)

### Televisione
- Tuono blu (Blue Thunder) - serie TV, 11 episodi (1984)
- La signora in giallo (Murder, She Wrote) - serie TV, episodio 1x16 (1985)
- Half Nelson - serie  TV
- Matlock - serie TV
- Giudice di notte (Night Court) - serie TV, 2 episodi (1986)
- McGyver - serie TV, 3 episodi (1990-1991)

## Doppiatori italiani
Nelle versioni in italiano delle opere in cui ha recitato, Dick Butkus è stato doppiato da:
- Giulio Platone in MacGyver
- Enzo Consoli in Bronk
- Pieraldo Ferrante in L'ultimo boy scout